# Christian August Jannowitz

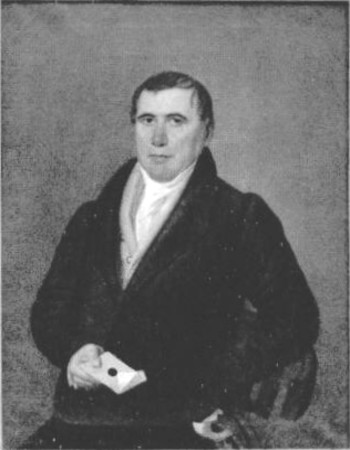
Christian August Jannowitz, Bildnis in der 1945 zerstörten Triebeler Stadt- oder Hauptkirche

Christian August Jannowitz (* 1772 in Triebel, Niederlausitz; † 29. September 1839 in Berlin) war ein Berliner Baumwollfabrikant und späterer Bauunternehmer. Er erbaute u. a. durch eine Brückenbau-Aktiengesellschaft 1822 die später nach ihm benannte Jannowitzbrücke.

## Ausbildung und erste Tätigkeit
Über die Herkunft von Christian August Jannowitz ist nicht viel bekannt. In der Stadtkirche Triebel versah bis 1670 ein Martin Janovsky den Organistendienst. Vermutlich ist dieser ein Vorfahr des Christian August Jannowitz, und der Familienname hat sich im Laufe der Zeit von Janovsky zu Jannowitz verändert. Noch um 1820 wird ein Jannowitz als Haus- und Grundbesitzer des Grundstücks Muskauer Straße 25 (ab 1928 Nr. 19) in Triebel erwähnt. Dieses Wohnhaus kann als das Geburtshaus von Christian August Jannowitz angesehen werden.
Jannowitz absolvierte vermutlich eine Lehre in einem Sorauer Textilunternehmen, bevor er vor 1800 nach Berlin auswanderte. Schon 1799 wird er im Berliner Adressbuch als Baumwollfabrikant in der Scharrenstraße 6 am Platz an der Petrikirche aufgeführt. In diesen Besitz gelangte Jannowitz durch Einheirat in eine Familie von Textilunternehmern. Scharrenstraße 6 und 7 waren bis 1822 Wohnung, Fabrik und Geschäft. Von 1804 bis 1820 war Jannowitz als Deputierter für die Armenpflege in Alt-Cölln tätig.

## Jannowitz wird Bauunternehmer
Seine „Fabrik und Handlung“ verkaufte Jannowitz am 1. Februar 1822 an Ferdinand Burckhardt, der sie unter eigenem Namen fortsetzte. Jannowitz wollte sich einem neuen Projekt widmen, denn er erkannte, dass infolge des Wachstums der neuen Stadtteile östlich der Spree neben den fast drei Kilometer auseinanderliegenden Brücken Oberbaumbrücke und Waisenbrücke eine weitere Flussquerung erforderlich wurde. Deshalb richtete er am 10. Dezember 1821 ein Gesuch „zur Erbauung einer Brücke vom Wusterhausenschen Holzmarkt nach der Stralauer Aufschwemme“ mit privaten Mitteln an den Minister für Handel. Auf das Gesuch hin erließ Friedrich Wilhelm III. am 14. Februar 1822 eine Verfügung, die den Bau der Brücke durch eine Aktiengesellschaft genehmigte. Mit 28.000 Talern gründete Jannowitz daraufhin die Brückenbau-Aktiengesellschaft, die an der bezeichneten Stelle eine hölzerne Jochbrücke mit einer Durchlasswippe für die Schifffahrt baute. Die Einweihung der Fahrbrücke erfolgte am 29. September 1822. Zur Refinanzierung des Baus durfte Brückenzoll erhoben werden, die AG hatte bestimmt, dass Fußgänger „einen halben juten Jroschen“ und Fuhrwerke einen „janzen juten Jroschen“ zu zahlen hatten. Die später nach seinem Erbauer Jannowitzbrücke benannte Spreequerung war damit nach der 1820 errichteten Ebertsbrücke die zweite private Brücke, die eine Aktiengesellschaft errichtete. Am 29. September 1822 wurde die Holzbrücke mit einer Durchlasswippe für die Schiffe nach einer Bauzeit von einem halben Jahr eröffnet.
Ab dem 1. Oktober 1822 floss der erhobene Brückenzoll an Jannowitz und seine Aktionäre. Nach Ablauf der zur Refinanzierung erforderlichen Zeit fiel die mit privatem Kapital errichtete Brücke 1831 an den Staat, und die Aktiengesellschaft wurde aufgelöst. Die anfangs als „Zweite Actien-Brücke Berlins“ bezeichnete Brücke erhielt am 8. Mai 1825 den Namen Jannowitzbrücke und die dorthin führende Straße wurde die Brückenstraße.

## Finanzielle Unterstützungen für die Stadt Triebel
Nachdem Jannowitz durch den Brückenbau zum reichen Mann geworden war, konnte er auch seine Heimatstadt finanziell bedenken und der Triebeler Stadt- oder Hauptkirche Zuwendungen von über 6.000 Talern machen, um diese 1830/31 „geschmackvoll und reich“ zu verzieren. Außerdem beauftragte er den Hirschberger Orgelbaumeister Carl Friedrich Ferdinand Buckow (1801–1864), der schon 1829 die große Orgel der Pfarrkirche St. Peter und Paul in Görlitz repariert und erweitert hatte, und auf den Jannowitz in Berliner Zeitungen aufmerksam geworden ist, mit der Errichtung einer Orgel mit 32 Registern auf seine Kosten. Jannowitz knüpfte die Schenkung jedoch an die Bedingung, dass jeweils ein Gemälde von ihm und seiner Ehefrau an der Orgelempore angebracht würden. So wurden zur Weihe 1831 am Orgelchor zwei Ölbildnisse des Ehepaars Jannowitz und an der Orgel eine Inschrifttafel angebracht. Die mittelalterliche Hauptkirche und die 1560 eingebaute Landkirche wurden samt Ausstattung im Februar 1945 vollständig zerstört.

## Letzte Lebensjahre
1835 setzte sich Jannowitz endgültig zur Ruhe und zog als Rentier in die Straße Unter den Linden. Dort kaufte er 1839 das Haus Nr. 67.
Christian August Jannowitz starb am 29. September 1839 im Alter von 67 Jahren. Im Amtsblatt der Preußischen Regierung zu Frankfurt/Oder des Jahres 1839 erschien anlässlich seines Todes eine Mitteilung, in der es hieß: „Der unlängst in Berlin verstorbene Kaufmann Christian August Jannowitz hat der Kirche Triebel ein Legat von 300 Talern vermacht, dessen Zinsen zur Erhaltung und für etwa notwendige Reparaturen der von ihm früher schon erbauten Orgel bestimmt wird.“ Jannowitz' zehn Jahre jüngere Frau starb 1852 mit 70 Jahren.